# Richard Luchsinger
Richard Caspar Luchsinger (* 14. Juni 1900 in Glarus; † 20. Februar 1993 in Zürich) war ein Schweizer Hals-Nasen-Ohren-Arzt.

## Leben
Luchsinger absolvierte die Matura an der Kantonsschule Schaffhausen, studierte Medizin an den Universitäten Basel, Zürich und promovierte 1927 an der Universität Lausanne. 1943 wurde er in Zürich für Hals-Nasen-Ohren-Heilkunde habilitiert. Von 1953 bis 1964 war er Titularprofessor an der Universität Zürich, dann Professor für Phoniatrie an der Universität Basel.
Luchsinger gilt als Pionier der Phoniatrie und Logopädie in der Schweiz. Er war ab 1948 zusammen mit Miloslav Seeman (Prag) und Jean Tarneaud (Paris) Herausgeber der Fachzeitschrift Folia Phoniatrica.
Er veröffentlichte mit Gottfried E. Arnold das Standardwerk Lehrbuch der Stimm- und Sprachheilkunde.

## Schriften
- mit Gottfried E. Arnold: Lehrbuch der Stimm- und Sprachheilkunde, Springer, Wien, 1949, 1959
  - 3. Auflage 1970 als Handbuch der Stimm- und Sprachheilkunde, 2 Bände